# Nayak
Nayakdynastin var en dynasti av härskare över ett mindre rike i södra Indien (i nuvarande Tamil Nadu) som regerade mellan 1529 och 1736. 
Riket bröts helt ut ur Vijayanagarriket omkring 1550 och ingick från 1674 i en konfederation lett av maratherna. När denna dynasti sedan dog ut på svärdssidan 1736 togs riket över av britterna.
Nayakernas huvudstad var Madurai. Deras rike omfattade även den gamla staden Thanjavur, ett viktigt kulturellt centrum för hinduismen i södra Indien.